# Калача (айылный аймак А. Масалиев)
Калача (кирг. Калача) — село в Кадамжайском районе Баткенской области Кыргызстана. Входит в состав айылного аймака А. Масалиев.

## География
Село расположено в восточной части области, к востоку от реки Исфайрамсай, вблизи государственной границы с Узбекистаном, на расстоянии приблизительно 29 километров (по прямой) к северо-востоку от города Кадамжай, административного центра района. Абсолютная высота — 921 метр над уровнем моря.

## Население
Согласно оценочным данным Национального статистического комитета Кыргызской Республики, численность населения села на начало 2023 года составляла 1624 человека.
| год     | 2009 | 2014 | 2015 | 2020 | 2021 | 2023 |
| ------- | ---- | ---- | ---- | ---- | ---- | ---- |
| человек | 1432 | 1552 | 444  | 1523 | 1565 | 1624 |